# Armand Cattier

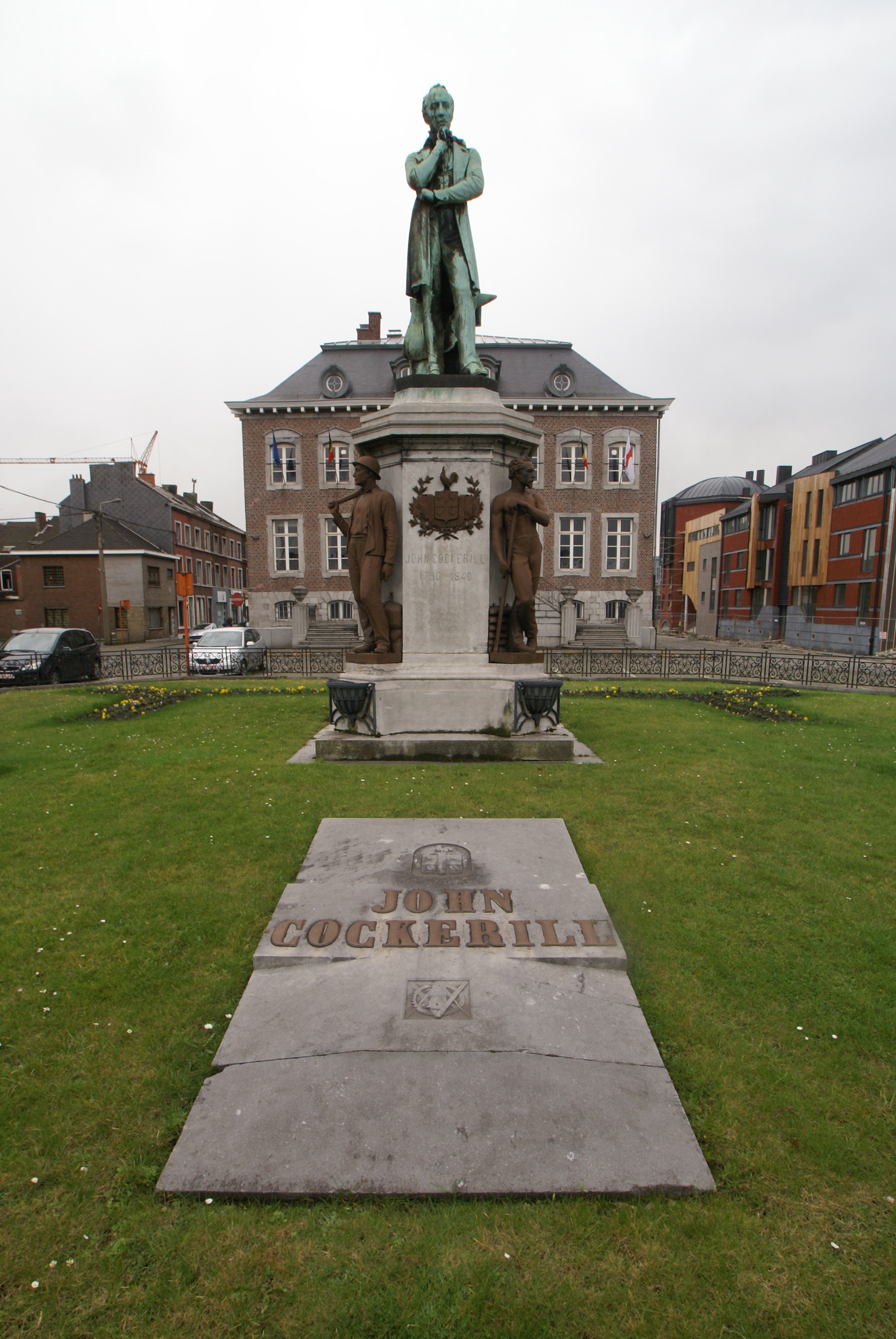
Monument à John Cockerill (1870), devant sa sépulture à Seraing.

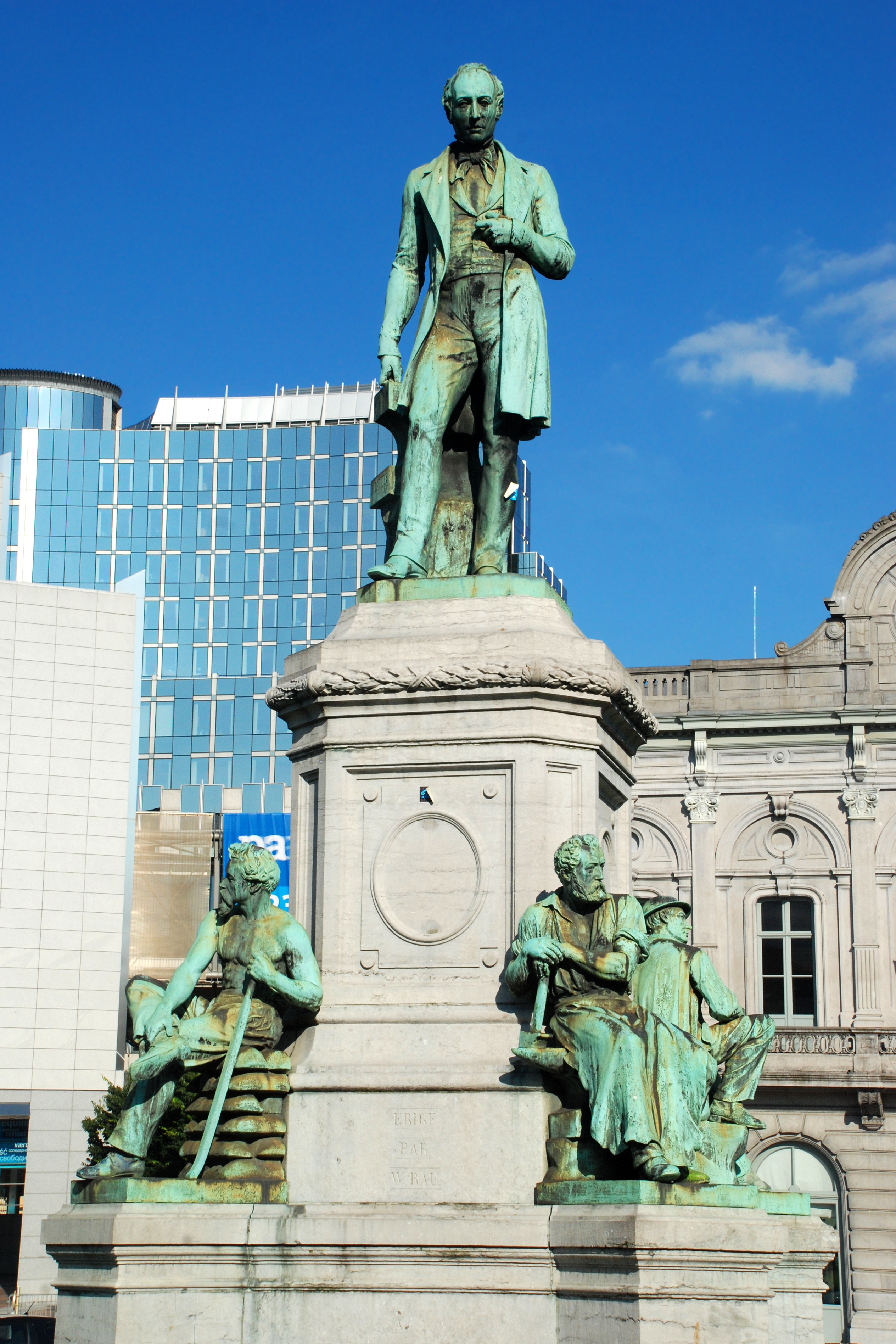
Monument à John Cockerill (1872), Ixelles.

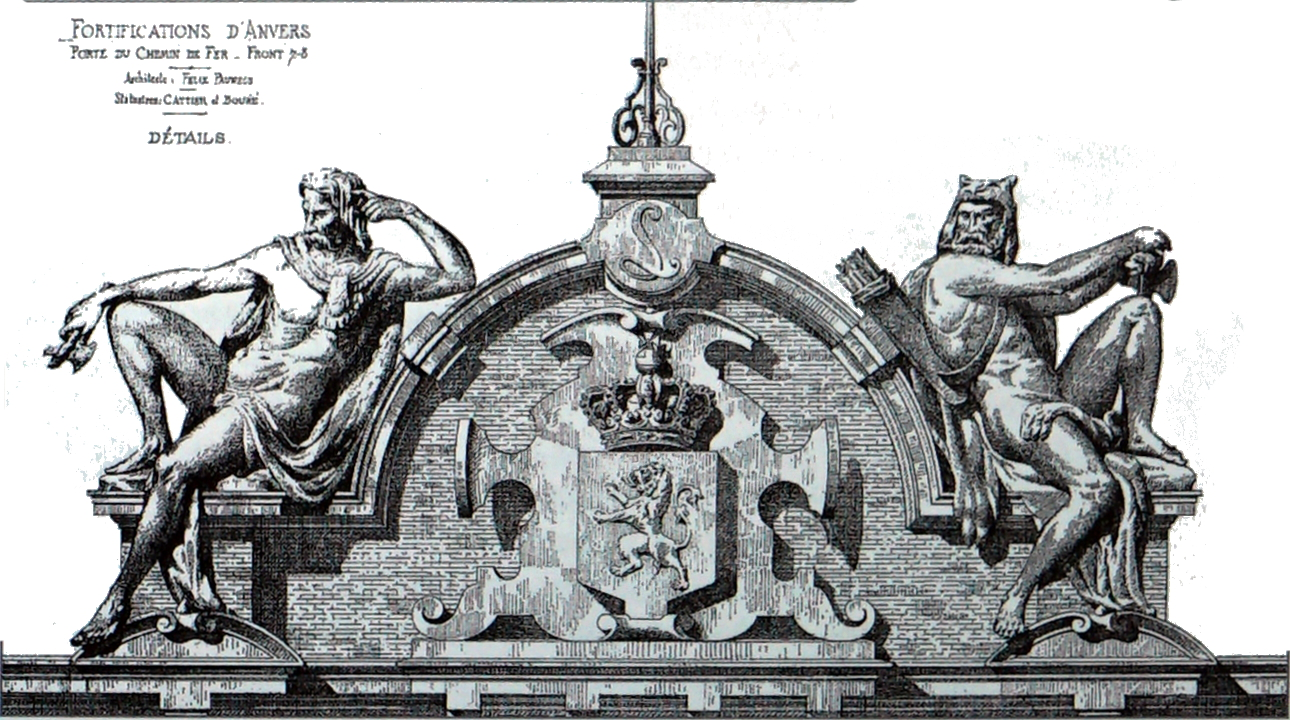
Statue du Boduognat (1866), à gauche, pour la porte du Chemin de Fer de l'enceinte d'Anvers de l'architecte Félix Pauwels.

Pierre-Armand Cattier, né le 20 février 1830 à Charleville (France) et mort le 5 juin 1892 à Ixelles (Belgique), est un sculpteur belge d’origine française.

## Biographie
Armand Cattier, né à Charleville, en Ardennes, à quelques kilomètres de la frontière franco-belge, le 20 février 1830, est le fils d’un ouvrier du textile, Jean-Louis Cattier, peigneur en laine, originaire d'un petit village, Sommepy, marié à Catherine-Thérèse Jurion, née à Charleville. En 1840, sa famille s’installe à Bruxelles, capitale d'un nouvel état créé dix ans plus tôt, la Belgique, dont le produit national brut par tête d'habitant est alors supérieur à celui de la France et un des plus forts d'Europe. Il y suit les cours de l'Académie royale des beaux-arts de Bruxelles et entre dans l'atelier du sculpteur Eugène Simonis,. Il se marie le 5 octobre 1854.
En 1863, il obtient une mention honorable au Salon de Paris. En 1867, il expose au salon de Paris le modèle en plâtre de la statue de Boduognat, roi des Nerviens, prévue pour la décoration de l'une des portes de la Ligne de défense d'Anvers,. Il demande à être naturalisé belge en décembre 1868 et obtient satisfaction et le Lion gauche de la porte de Malines de la même enceinte.
À la fin des années 1860, il commence une série d'œuvres en l’honneur d’un industriel, John Cockerill, dont le rôle a été déterminant pour l’industrie de la région de Liège. John Cockerill était mort en 1840 à Varsovie mais sa dépouille est ramenée à Seraing en 1867, pour une inhumation au cimetière de la rue de la Glacière. Un projet de monument à sa mémoire est lancé. À la suite d'un concours organisé en octobre 1868, Armand Cattier réalise un bronze, coulé par la Compagnie des Bronzes de Bruxelles. Ce monument érigé en 1871 à Seraing devant la tombe de l'industriel est dédié à Cockerill ainsi qu'« à l’intelligence et au travail ». Quatre statues d’ouvriers cantonnent le piédestal en petit granit de l’Ourthe : un houilleur, un mécanicien, un puddleur et un forgeron. Ces quatre statues sont en fonte et ont été coulées à la fonderie de Tusey.

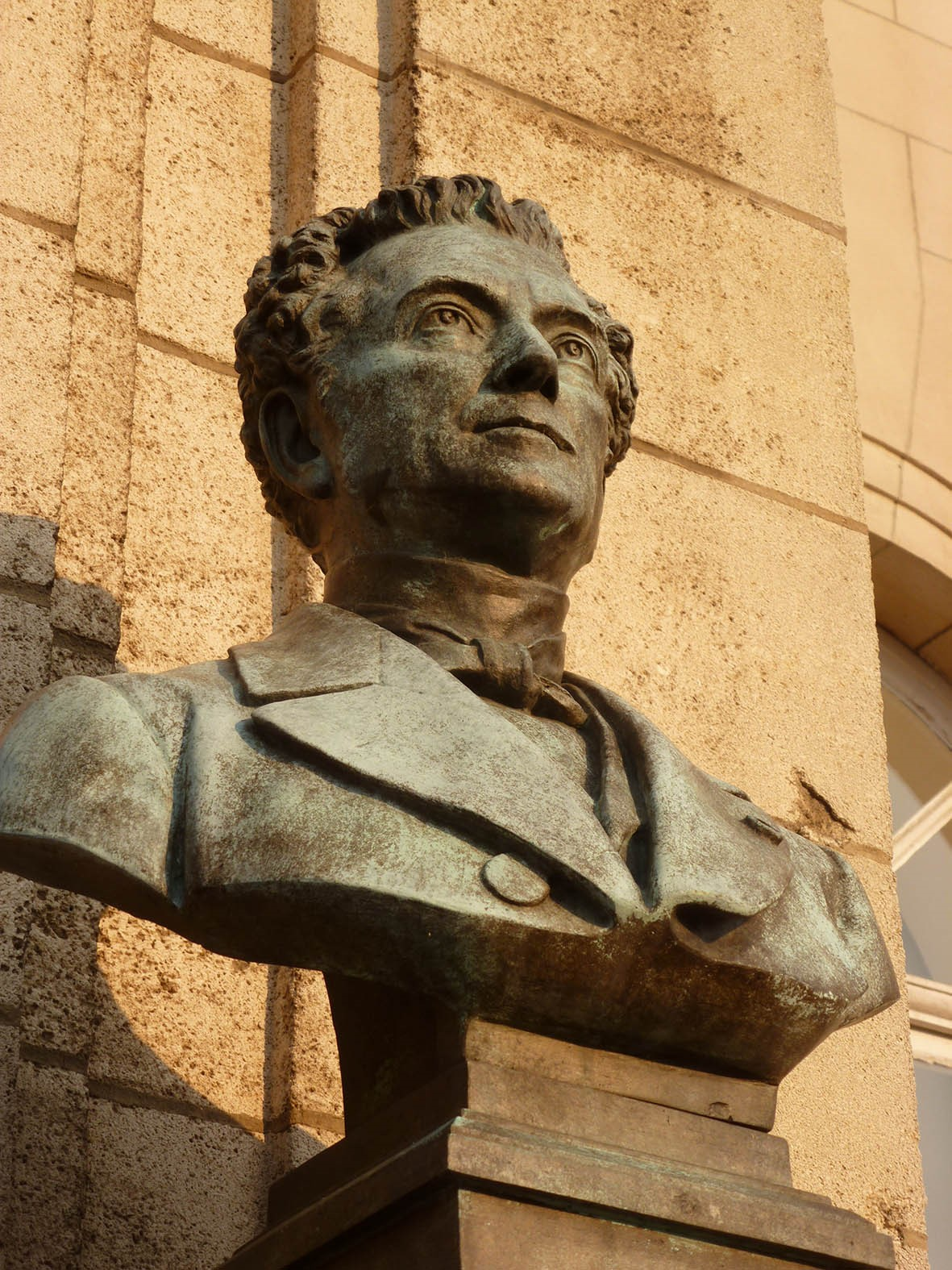
Jonathan-Raphaël Bischoffsheim, buste par Armand Cattier à Watermael-Boitsfort

En 1872, un second Monument à John Cockerill est érigé à Ixelles sur la place du Luxembourg, devant la gare de Bruxelles-Luxembourg, première gare construite à Bruxelles, les ateliers Cockerill ayant fourni les premiers rails, matériels ferroviaires et locomotives de Belgique. La figure sommitale de l'industriel s'appuie sur une enclume, et aux angles sont assis les quatre ouvriers. Dans ce deuxième groupe, tous les personnages sont en bronze et ont été coulés par la Compagnie des Bronzes de Bruxelles. Les quatre médaillons en bronze flanquant les faces du piédestal représentant les profils de quatre des principaux collaborateurs de l'industriel ont disparu.
Ces deux monuments, empreints de réalisme, sont marqués par l’évolution sociale en cours. Leur conception reflète un ordre social et culturel strictement hiérarchisé, avec d'une part l’industriel au sommet et, d'autre part, la masse laborieuse des travailleurs à ses pieds. La dureté des conditions de vie des travailleurs au XIXe siècle n'est en rien suggérée. Par contre, anticipant Constantin Meunier d'une dizaine d'années, Armand Cattier réalise des figures d'ouvriers, en tenue de travail, saisis avec un certain naturel. À cette époque, du fait de la croissance et de l'industrialisation de la Belgique, un homme sur trois, parmi les actifs, travaille dans l'industrie, premier secteur d'emploi, pour un sur quatre en France où le secteur primaire reste plus important que le secteur secondaire.
En 1878, une réalisation plus classique, Daphnis, lui vaut une deuxième médaille à l'Exposition universelle de 1878 à Paris,,. 
Armand Cattier est promu officier de l'ordre de Léopold. Il meurt le 5 juin 1892 à Ixelles.